# Laima Tessera
Laima Tessera is een tessera op de planeet Venus. Laima Tessera werden in 1985 genoemd naar Laima, godin van het lot in de Baltische mythologie.
De tessera heeft een diameter van 971 kilometer en bevindt zich in het quadrangle Fortuna Tessera (V-2).